# Cogswell
Cogswell is een plaats (city) in de Amerikaanse staat North Dakota, en valt bestuurlijk gezien onder Sargent County.

## Demografie
Bij de volkstelling in 2000 werd het aantal inwoners vastgesteld op 165.
In 2006 is het aantal inwoners door het United States Census Bureau geschat op 153, een daling van 12 (-7,3%).

## Geografie
Volgens het United States Census Bureau beslaat de plaats een oppervlakte van
0,9 km², geheel bestaande uit land. Cogswell ligt op ongeveer 397 m boven zeeniveau.

## Plaatsen in de nabije omgeving
De onderstaande figuur toont nabijgelegen plaatsen in een straal van 24 km rond Cogswell.